# Dahachaur
Dahachaur (nep. दहचौर) – gaun wikas samiti w zachodniej części Nepalu w strefie Bheri w dystrykcie Surkhet. Według nepalskiego spisu powszechnego z 2001 roku liczył on 632 gospodarstw domowych i 3273 mieszkańców (1734 kobiet i 1539 mężczyzn).